# Valin Iron & Steel
Hunan Valin Iron & Steel, ook Valin Steel genoemd, is een Chinees ijzer- en staalbedrijf. Het is grotendeels een staatsbedrijf gevestigd in de provincie Hunan en heeft sinds 1999 een beursnotering aan de Shenzhen Stock Exchange. Valin Steel was anno 2020 de op twaalf na grootste staalproducent ter wereld en de op acht na grootste uit China.

## Activiteiten
De belangrijkste activiteit van het bedrijf is de productie van warmgewalst staal. De belangrijkste producten zijn buizen, staaldraad, balken, koper en aluminium. Het merendeel van de productie wordt afgezet in de bouwsector in Zuid-China. Er wordt ook geëxporteerd naar Maleisië, Singapore, Zuid-Korea, Thailand, de Verenigde Staten en Vietnam.

## Geschiedenis
Valin Steel werd in 1997 opgericht in in augustus 1999 op de beurs van Shenzhen gebracht.
In 2005 kocht Mittal Steel, thans ArcelorMittal, een belang van 36,67% in de afdeling Hunan Valin Steel Tube & Wire. Het was daarmee het eerste buitenlandse bedrijf dat zich inkocht in een Chinees staatsstaalbedrijf. Een jaar later was dat belang verwaterd tot 29,49% door de conversie van obligaties in aandelen.
In 2009 kocht Valin een belang van 16,5% in de Australische ijzerertsproducent Fortescue Metals.
Samen met ArcelorMittal werd een joint venture opgericht om staalrollen te maken voor de sterk groeiende Chinese auto-industrie. In Hunan werd een nieuwe fabriek gebouwd voor Valin ArcelorMittal Automotive Steel of VAMA die in 2014 werd geopend met een jaarlijkse capaciteit van 1,5 miljoen ton.
In 2015 leed het bedrijf een groot verlies van 3 miljard RMB door de overcapaciteit in de Chinese staalsector. Het bestuur besloot het roer om te gooien en te staken met veel staalactiviteiten. De organisatie wilde zich richten op financiële dienstverlening en de productie van elektriciteit.
In 2016 verkocht ArcelorMittal zijn hele belang in het bedrijf aan Shenzhen Qianhai Eagle Fund Management. ArcelorMittal had een belang van 10,1%, maar na de strategiewijziging van Valin waren er geen argumenten meer om het belang te houden.
Tegen 2017 presteerde de staalproductie weer beter en zag men af van het plan om ze af te stoten. Valin rapporteerde dat jaar een winst van 4,1 miljard RMB na een verlies van 1 miljard RMB in 2016.